# Ceralocyna variegata
Ceralocyna variegata là một loài bọ cánh cứng trong họ Cerambycidae.